# Experience (film, 1921)

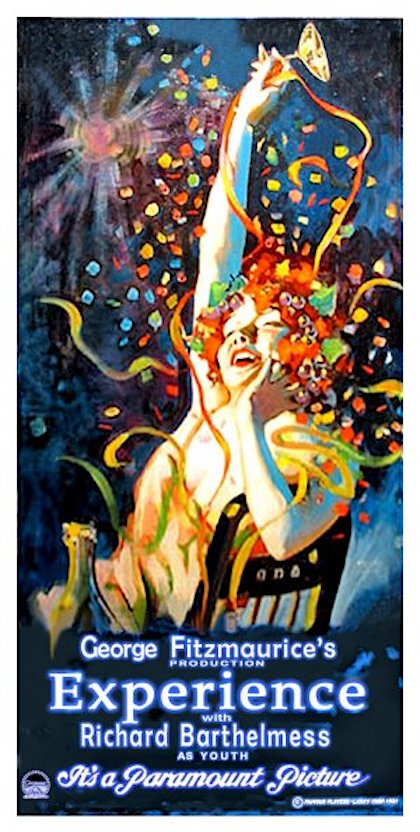
Affiche du film

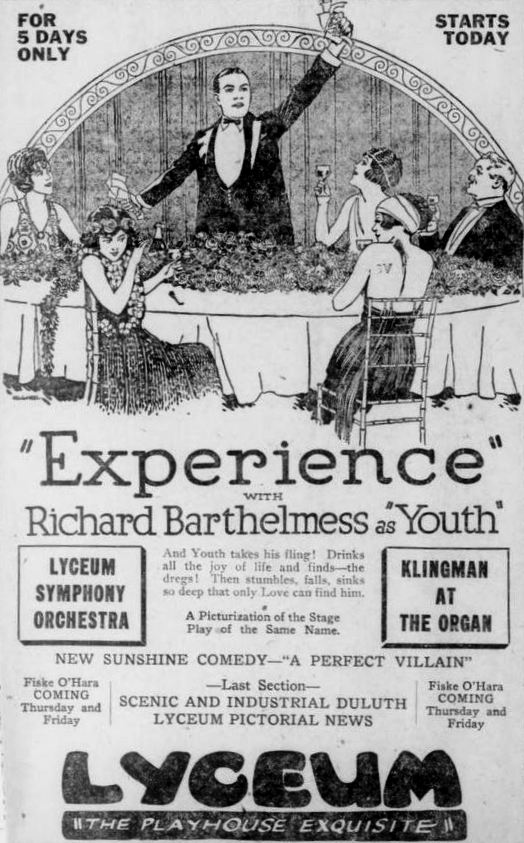
Annonce pour le film dans la presse

Pour les articles homonymes, voir Experience.
Experience est un film américain réalisé par George Fitzmaurice, produit par Famous Players-Lasky et distribué par Paramount Pictures. Il est sorti en 1921.

## Synopsis
Inconnu.

## Fiche technique
- Réalisation : George Fitzmaurice
- Scénario : Waldemar Young d'après une pièce de George V. Hobart[1]
- Production : Famous Players-Lasky
- Producteur : Adolph Zukor
- Distributeur : Paramount Pictures
- Directeur de la photographie : Arthur Miller[2]
- Durée : 7 bobines[3]
- Date de sortie : 
  - États-Unis : 7 août 1921

## Distribution partielle
- Richard Barthelmess : La Jeunesse
- John Miltern : L'Expérience
- Marjorie Daw : L'Amour
- E.J. Ratcliffe : L'Ambition
- Betty Carpenter : L'Espoir
- Kate Bruce : La mère
- Lilyan Tashman : Le Plaisir
- Nita Naldi : La Tentation
- Robert Schable : La Vanité
- Edna Wheaton : La Beauté
- Harry J. Lane : Le Désespoir
- Helen Ray : L'Ivresse
- Leslie King : La Mélancolie

## Galerie

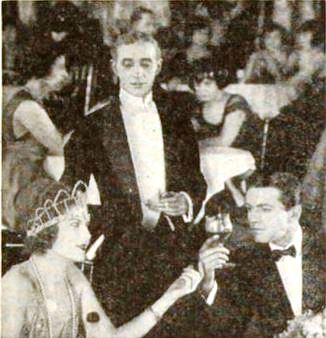
Richard Barthelmess dans une scène du film
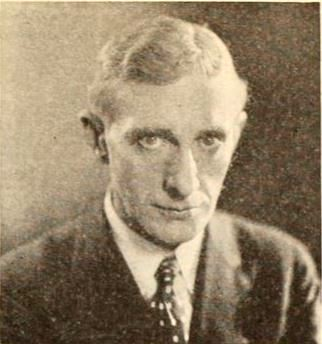
John Miltern
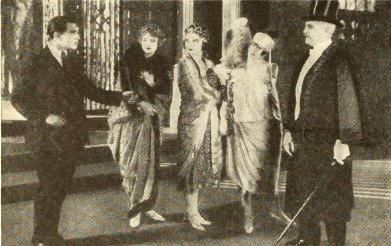
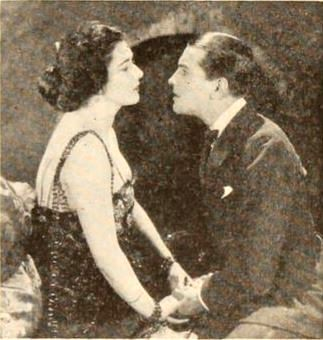
Richard Barthelmess et Nita Naldi